# Tintin au pays de l'or noir
Tintim no País do Ouro Negro (Tintin au pays de l'or noir, no original em francês) é o décimo quinto álbum da série de banda desenhada franco-belga As aventuras de Tintim, produzida pelo belga Hergé. Contratado pelo jornal conservador belga Le Vingtième Siècle como propaganda anticomunista para o seu suplemento infantil Le Petit Vingtième, no qual foi inicialmente publicado de setembro de 1939 até a invasão alemã da Bélgica em maio de 1940, na qual o jornal foi fechado e a história foi interrompida. . Após oito anos, Hergé retornou à Tintin au pays de l'or noir, completando sua publicação na revista Tintin, de setembro de 1948 a fevereiro de 1950, e republicado no formato álbum pela Casterman em 1950. Nas vésperas de uma guerra na Europa, O enredo gira em torno das tentativas do jovem repórter belga Tintim de descobrir um grupo militante responsável por sabotar os suprimentos de petróleo no Oriente Médio.
A pedido da editora britânica de Hergé, Methuen, em 1971, ele fez uma série de alterações em Tintin au pays de l'or noir, transferindo o cenário do Mandato Britânico da Palestina para o estado fictício de Khemed. Muitas das mudanças visuais desta terceira versão do volume foram realizadas pelo assistente de Hergé, Bob de Moor. Hergé seguiu Tintin au pays de l'or noir com Objectif Lune, enquanto a própria série se tornou uma parte definidora da tradição da banda desenhada franco-belga. Abordagens críticas da história foram misturadas, com diferentes opiniões expressas quanto aos méritos concorrentes das três versões do volume. A história foi adaptada para a série televisiva dos anos 90 As Aventuras de Tintim dos estúdios Ellipse Animation e Nelvana.

## Sinopse
Pelo Mundo inteiro, os motores dos automóveis começam a explodir, levando à suspeita de falsificação na gasolina. A situação pode acarretar uma crise mundial, levando o caos ao Ocidente. Tintim decide investigar o mistério do combustível explosivo e acaba embarcando em um navio que se dirige a Khemed, país do Oriente Médio fornecedor de petróleo. Lá chegando, descobre que o xeque Bab El Ehr está tentando destronar o emir Mohammed Ben Kalish Ezab e esse conflito local pode resultar em uma guerra. Neste clima tenso, Tintim reencontra o Doutor Müller. O vilão está tentando convencer o emir a assinar um contrato com a companhia petrolífera que o ele representa e chega a raptar o filho do emir, Abdallah. No final, Tintim consegue resgatar o garoto e Müller é preso.

## Adaptações
Tintin au pays de l'or noir foi a décima terceira história adaptada na série animada baseada nas Aventuras de Tintin produzida pelao estúdio francês Ellipse Animation e a companhia de animação canadense Nelvana. Dirigida por Stéphane Bernasconi, os críticos elogiaram a série por ser "geralmente fiel", com composições tendo sido tiradas diretamente dos quadrinhos originais.